# دبسيس
الدبسيس أو الغمساء (الاسم العلمي: Dypsis) هو جنس من النبات يتبع الفصيلة الفوفلية من رتبة الفوفليات.

## من أنواع الدبسيس
- دبسيس إصبعي (الاسم العلمي:Dypsis digitata)
- دبسيس أجرد (الاسم العلمي:Dypsis glabrescens)
- دبسيس أخضر (الاسم العلمي:Dypsis viridis)
- دبسيس أصفر (الاسم العلمي:Dypsis lutea)
- دبسيس أنيق (الاسم العلمي:Dypsis elegans)
- دبسيس جبلي (الاسم العلمي:Dypsis montana)
- دبسيس جميل (الاسم العلمي:Dypsis pulchella)
- دبسيس خطي (الاسم العلمي:Dypsis linearis)
- دبسيس رائع (الاسم العلمي:Dypsis mirabilis)
- دبسيس رملي (الاسم العلمي:Dypsis arenarum)
- دبسيس ريشي (الاسم العلمي:Dypsis plumosa)
- دبسيس سناني (الاسم العلمي:Dypsis lanceolata)
- دبسيس صغير (الاسم العلمي:Dypsis minuta)
- دبسيس صلب (الاسم العلمي:Dypsis robusta)
- دبسيس ضيق الأوراق (الاسم العلمي:Dypsis angustifolia)
- دبسيس عديم الساق (الاسم العلمي:Dypsis acaulis)
- دبسيس غربي (الاسم العلمي:Dypsis occidentalis)
- دبسيس قرني (الاسم العلمي:Dypsis corniculata)
- دبسيس قزمي (الاسم العلمي:Dypsis pumila)
- دبسيس قنواتي (الاسم العلمي:Dypsis canaliculata)
- دبسيس متباين الأوراق (الاسم العلمي:Dypsis heterophylla)
- دبسيس متباين الشكل (الاسم العلمي:Dypsis heteromorpha)
- دبسيس متسلق (الاسم العلمي:Dypsis scandens)
- دبسيس متوسط (الاسم العلمي:Dypsis intermedia)
- دبسيس مذنب (الاسم العلمي:Dypsis caudata)
- دبسيس ناعم (الاسم العلمي:Dypsis laevis)